# Chloroclystis diechusa
Chloroclystis diechusa là một loài bướm đêm trong họ Geometridae.